# Anacantha mira
Anacantha mira là một loài thực vật có hoa trong họ Cúc. Loài này được (Iljin) Soják mô tả khoa học đầu tiên năm 1982.